# Mount Giddings (Alaska)
Der Mount Giddings ist ein 3103 m hoher Berg in der Alaskakette in Alaska (USA). Er ist einer der höchsten Berge in der Hayes Range, einem Teilabschnitt der Alaskakette.

## Geografie
Der Mount Giddings befindet sich 11 km westnordwestlich vom Mount Hayes, dem höchsten Berg der Hayes Range. Ein Berggrat führt vom Mount Giddings nach Osten. Dieser spaltet sich nach etwa 2,5 km auf. Die nordnordöstliche Fortsetzung des Berggrats führt zum Mount Skarland, die südliche Fortsetzung zum Mount Geist und weiter zum Hauptkamm der Alaskakette. An der Süd- und Westflanke verläuft ein östlicher Tributärgletscher des Gillam-Gletschers. Am Nordostfuß befindet sich das Nährgebiet eines kleineren Gletschers, dessen Schmelzwasser nach Norden zum East Fork Little Delta River abfließt.

## Namensgebung
Der Berg wurde am 1. Januar 1965 von T. L. Pewe vom U.S. Geological Survey (USGS) nach James Louis Giddings (1909–1964) benannt, einem Dendrochronologen und bekannten Archäologen Alaskas, der seine Pionierarbeiten in den Vorbergen des besagten Berges unternahm.